# Hiero 6
Em 1914 foi apresentado o motor de seis cilindros Hiero E, também conhecido como Hiero 6, derivado de motores de 4 cilindros mais antigos. O motor Hiero, assim como motores da Austro-Daimler, foi utilizado em muitas aeronaves austríacas da Primeira Guerra Mundial. Os motores Hiero foram projetados por Otto Hieronimus, um famoso piloto de corridas austríaco do início de 1900. Seus projetos iniciais era de motores em linha refrigerados à água e construídos pela Laurin & Klement da Áustria.

## Projeto e desenvolvimento
O Hiero E tinha um diâmetro/curso de 135 mm x 180 mm (15.46L / 943.4cuin) e desenvolvia 200-230 hp. O motor tinha características típicas de um motor de seis cilincros em linha: bloco de alumínio, cilindros de ferro fundido, uma válvula de admissão e uma de exaustão por cilindro, controlado por barras, com o virabrequim na parte inferior e ignição dupla com dois magnetos da Bosch. Durante a guerra, o bem-sucedido Hiero era construído também sob licença pela Essler, Warschalowski & Company em Viena e pela Breitfeld-Daněk na Checoslováquia. Uma das características diferenciadas dos motores Hiero quando comparados a outros OHC dos Impérios Centrais é que a admissão era na direita e a exaustão na esquerda. Após a guerra, a produção foi continuada pela Avia e utilizado em um grande número de suas primeiras aeronaves.

## Variantes
Hiero 145 hp145 hp (100 kW) (provavelmente designado Hiero B ou Hiero C  )
Hiero 185 hp185 hp (100 kW) (provavelmente designado Hiero D)
Hiero B
Hiero C
Hiero D
Hiero E200 hp (100 kW) - 230 hp (200 kW)
Hiero L
Hiero N230 hp (200 kW)

## Aplicações
- Aero A.14
- Letov Š-1
- Hansa-Brandenburg C.I
- Phönix D.I
- Ufag C.I
- Lloyd C.II